# Sandra Thier

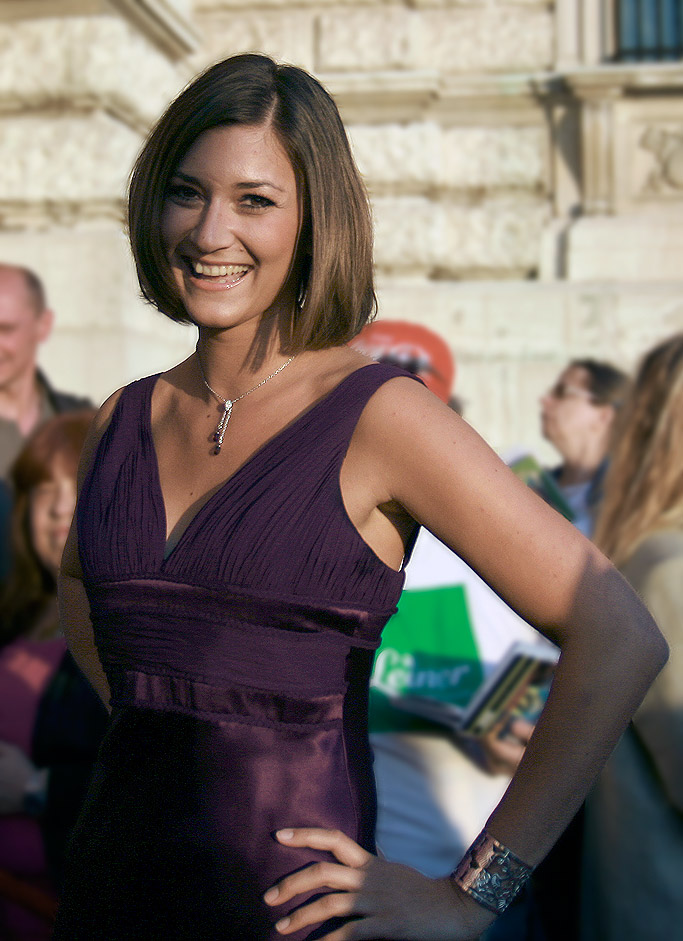
Sandra Thier bei der Romyverleihung 2009 in Wien

Sandra Thier (* 23. Mai 1979 in Graz, Steiermark) ist eine österreichische Unternehmerin, Journalistin und Moderatorin.

## Leben
Nach der Matura 1997 in ihrer Heimatstadt studierte Thier von 1997 bis 2002 Publizistik, Kommunikations-, Theater- und Medienwissenschaften an der Universität Wien und sammelte zeitgleich erste journalistische Erfahrungen beim österreichischen Radiosender Ö3.
2003 folgte beim ORF eine Ausbildung zur Fernsehreporterin/Redakteurin. Mitte 2003 wechselte sie zum österreichischen Privatfernsehsender ATV, wo sie als Nachrichtensprecherin und Redakteurin für das tägliche Nachrichtenformat ATV plus aktuell tätig war. Zudem moderierte sie weitere Sendungen, wie das Boulevard- und Newsmagazin ATV plus live, Sondersendungen während der Präsidentschaftswahl in den Vereinigten Staaten 2004 sowie Ferrero gegen Fischer: Österreich sucht den Präsidenten.
Gleichzeitig absolvierte Thier ein berufsbegleitendes Studium der Disziplinen Marketing, Public Relations, Werbung und Corporate Identity an der Fachhochschule für Kommunikationswirtschaft in Wien, das sie 2004 als Magister (FH) abschloss.
Nachdem sie Anchorwoman bei ATV war, übernahm Thier im März 2005 als Nachfolgerin von Nazan Eckes die Moderation der RTL II News des deutschen Privatsenders RTL II. Hier moderierte sie neben den Nachrichtensendungen unter anderem die Berichterstattung vom Weltjugendtag und Papstbesuch (2005), das Starmagazin Showbiz Weekly (2005), den RTL-2-Jahresrückblick (2006) sowie gemeinsam mit Detlef D. Soost das Musikevent The Dome (2007).
Außerdem war sie 2007 für RTL als Außenreporterin der Show Surprise, Surprise mit Oliver Geissen tätig. Weiterhin moderierte sie für n-tv den CeBIT-Talks aus Hannover. 2009 und 2010 moderierte Thier das Red Bull Air Race bei RTL. Seit September 2011 ist sie Moderatorin der Sendung RTL II spezial. Das Magazin. Im Mai 2014 verließ sie den Posten als Anchorwoman der RTL 2 News.
Als UNICEF-Patin engagiert sich Thier für Kinderrechte und drehte unter anderem Dokumentationen über Kindersoldaten im Kongo, Säureopfer in Bangladesch und Minen-Kinder in Burkina Faso.